# AGP

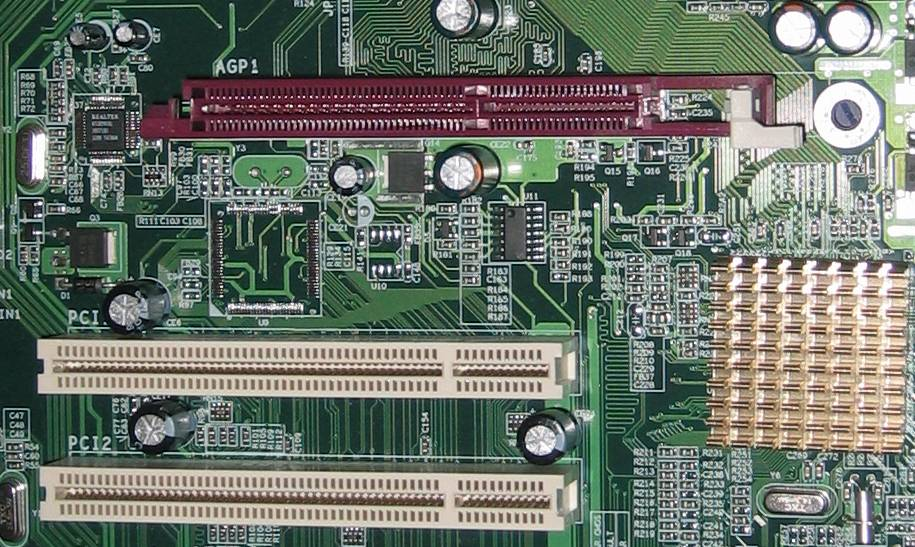
Az AGP csatolófelület általában barna (itt gesztenyebarna) színű az alaplapokon

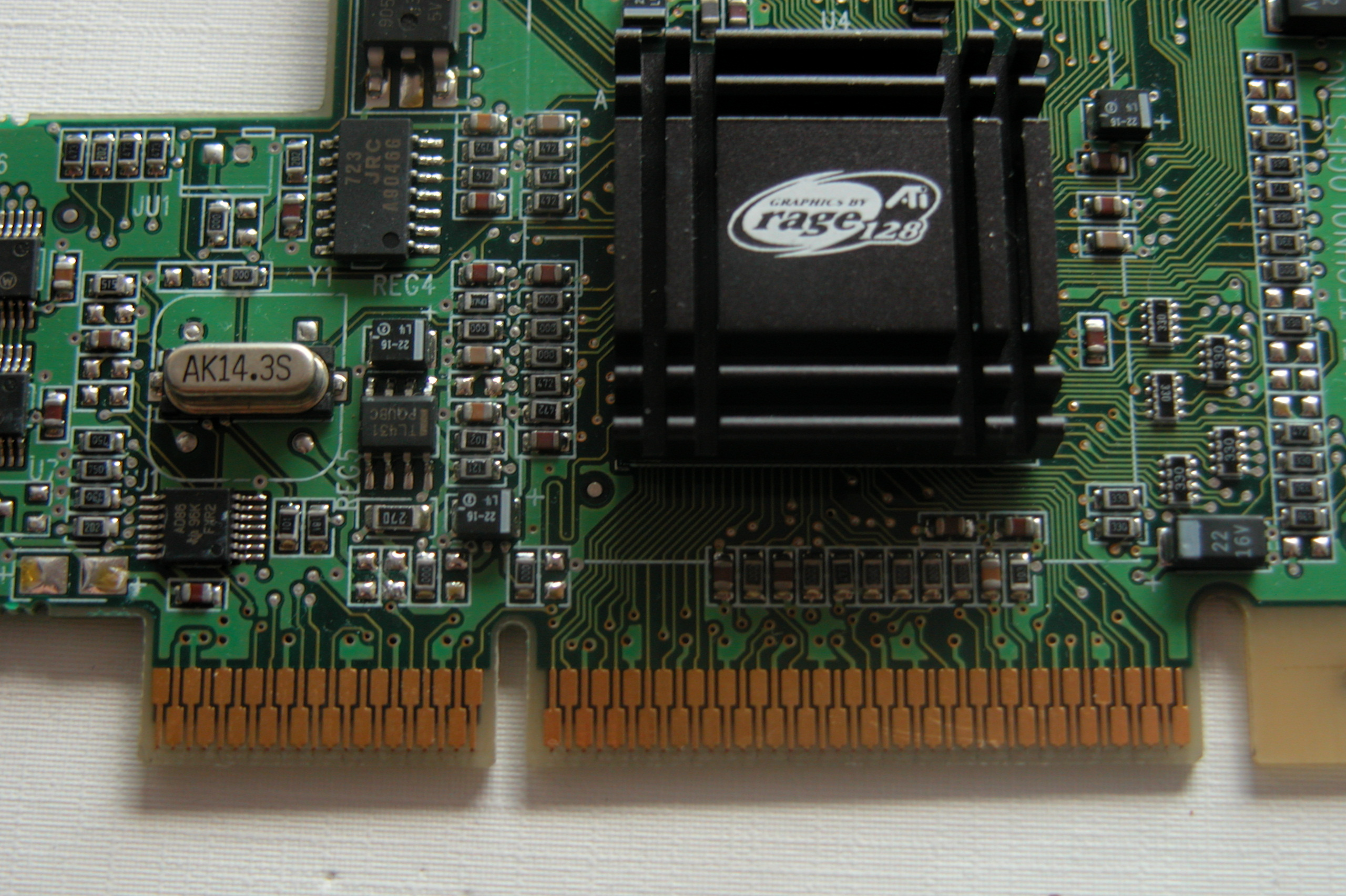
Egy grafikus kártya AGP csatolófelülete

Az AGP az angol Accelerated Graphics Port rövidítéséből származik, ami magyarul gyorsított grafikus portot jelent. A segítségével lehetőség nyílik arra, hogy a részletes, általában 3D-s képek megjelenítéséhez a grafikus kártya processzora a rendszermemóriát is használhassa.

## Története
Az AGP-t az Intel fejlesztette ki. Processzoroldali támogatását először 1997-ben az i440LX csipkészlettel valósították meg a Pentium II processzorokban. 1998-tól világszerte elterjedt a kereskedelmi forgalomba hozott PC-ken, s ekkor már más gyártók csipkészletei is támogatták. Az AGP a PCI Express sínrendszer elterjedésével háttérbe szorult, az újabb alaplapokon már nincs AGP csatolófelület.
Az AGP sín megjelenése a 3. generációs szuperskalár processzorokhoz köthető. A fixpontos és lebegőpontos SIMD támogatás nagyon megterhelte a rendszerarchitektúrát, így jobban kellett támogatni az operatív tárat és a megjelenítést. A 180 nanométeres csíkszélesség és az AGP sín megjelenése oldotta fel ezt a szűk keresztmetszetet.

## Verziók
Az Intel 1997-ben adatta ki  az AGP 1.0-s specifikációt. Ez tartalmazta mind az 1×, mind a 2× sebességet is. A 2.0 specifikáció dokumentálta AGP 4×-t és 3.0 dokumentálta 8×-t. Az elérhető verziók a következők:
| Specifikáció | Sebesség | Szélesség (bit) | Átvitel (MB/s) | Órajel frekvencia (MHz) | Feszültség (V) |
| ------------ | -------- | --------------- | -------------- | ----------------------- | -------------- |
| PCI          | -        | 32              | 133            | 33                      | 3.3            |
| PCI 2.1      | -        | 64              | 508            | 66                      | 3.3            |
| AGP 1.0      | 1×       | 32              | 266            | 66                      | 3.3            |
| AGP 1.0      | 2×       | 32              | 533            | 66                      | 3.3            |
| AGP 2.0      | 4×       | 32              | 1066           | 66                      | 1.5            |
| AGP 3.0      | 8×       | 32/64           | 2133           | 66                      | 0.8            |
| AGP 3.5      | 8×       | 32/64           | 2133           | 66                      | 0.8            |

Számos fizikai interfésze létezik.